# No Me Queda Mas
No Me Queda Mas  é uma canção da cantora mexicano-americana de Tejano pop, Selena, do seu quinto álbum de estúdio, Amor Prohibido de 1994. Escrito e produzido por A.B. Quintanilla III, e Ricky Vela, a música foi lançada como o terceiro single do álbum.

## Posições
| Gráfico (1994)                                | Posição |
| --------------------------------------------- | ------- |
| U.S. Billboard Hot Latin Tracks               | 1       |
| U.S. Billboard Latin Regional Mexican Airplay | 1       |
| U.S. Billboard Latin Pop Airplay              | 13      |